# Альфагеме, Армандо
Армандо Андре Альфагеме Паласиос (исп. Armando André Alfageme Palacios; 3 ноября 1990, Лима) — перуанский футболист, центральный полузащитник клуба «АД Тарма». Бывший игрок сборной Перу.

## Карьера

### Клубная карьера
Начал взрослую карьеру в составе клуба «Университарио» (Лима), дебютный матч за него сыграл 6 декабря 2009 года против клуба «Мельгар» (0:5), в этой игре «Университарио» выступал уже в ранге чемпиона сезона-2009 и выставил второй состав. Всего за четырё сезона, проведённых в клубе, сыграл лишь два матча в чемпионате Перу. В 2012 году числился в составе клубов «Реал Гарсиласо» и «Унион Комерсио», но не сыграл ни одного матча.
В 2013 году перешёл в клуб «Кахамарка», также выступавший в перуанском высшем дивизионе. Дебютный матч сыграл 24 февраля 2013 года против «Аякучо». В течение сезона провёл 23 матча за свою команду.
В 2014 году присоединился к команде «Депортиво Мунисипаль», игравшей тогда во втором дивизионе. Первый матч в новом клубе сыграл 27 апреля 2014 года против «Спорт Виктория», а 31 августа 2014 года в игре с «Вильи Серрато» забил первый гол на профессиональном уровне. По итогам сезона-2014 стал вместе с командой победителем турнира первого дивизиона. С 2015 года в составе своего клуба играет в высшем дивизионе чемпионата Перу.

### Карьера в сборной
Впервые вызван в сборную Перу в мае 2016 года тренером Рикардо Гарека. Дебютный матч за национальную команду сыграл 23 мая 2016 года против сборной Тринидада и Тобаго, в этой игре он вышел на замену на 70-й минуте вместо Алехандро Хоберга.
Был в составе сборной на Кубке Америки-2016, но во всех четырёх матчах своей команды оставался в запасе.

## Достижения
- Чемпион Перу: 2009
- Победитель второго дивизиона Перу: 2014